# Чарлз Дикенс
 Тази статия е за английския писател.  За окръга в САЩ вижте Дикенс (окръг, Тексас).  
Чарлз Джон Хъфам Дикенс (на английски: Charles John Huffam Dickens) е английски писател, обикновено определян като най-значимия белетрист на Викторианската епоха. Още докато е жив, той постига по-голяма популярност и слава от всеки друг английски писател, оставайки известен и до днес като автор на някои от емблематичните романи и герои на английската литература.
Много от романите на Дикенс първоначално са публикувани в ежемесечно издавани отделни части; формат, станал популярен по това време, донякъде благодарение на изданията на самия Дикенс. За разлика от други автори, които завършват книгите преди началото на публикуването им като поредица, той често пише отделните епизоди непосредствено преди издаването им. Този начин на публикуване придава на романите му характерен ритъм, предназначен да задържи вниманието на читателите и те да очакват следващото издание от поредицата. Романите и разказите на Дикенс са толкова популярни, че от създаването си до днес те постоянно се преиздават.
Чарлз Дикенс и неговото творчество са високо оценявани за техния реализъм, хумор, майсторство на прозата, характерни персонажи и социална ангажираност от писатели като Лев Толстой, Джордж Гисинг и Гилбърт Кийт Честъртън. В същото време други автори, като Хенри Джеймс и Вирджиния Улф, ги критикуват за тяхната сантименталност и неправдоподобност.

## Биография

### Младежки години
Чарлз Джон Хъфам Дикенс е роден в петък, 7 февруари 1812 г., на улица Майл Енд Терънс № 1 (сега Комършал Роуд № 393), малкото предградие Лендпорт, квартал на английското пристанище Портсмут, разположен на остров Портсий. Той е второто от осемте деца на Джон Дикенс, но първото му от брака с Елизабет Дикенс (с моминско име Бароу). Детето получава кръщение на 4 март в църквата „Света Мери“, Кингстън. Бащата е чиновник, който отговаря за заплащането на екипа към службата за плащане в Кралския военноморски флот. След края на Битката за Ватерло и Американската война за независимост работата на военноморската база е намалена и той е преместен в Лондон. През януари 1815 Дикенс се устройва за кратко на улица Норфолк, близо до улица Оксфорд. Краткият престой на Чарлз в Портсмут му остават някялко спомени, сред тях и въоръжен бунт на улицата. Април 1817 семейството и новородения им син се местят в Чатъм, където Чарлз прекарва детството си.
Първите години от живота на Дикенс изглеждат идилични, макар че самият той се определя като „много дребно момче, за което не се полагат прекалени специални грижи“. Прекарва много време навън, но също така чете много, особено пикаресковите романи на Тобаяс Смолет и Хенри Филдинг. По-късно той ще разказва за ясните си спомени от детството и почти фотографската си памет за хора и събития от това време, които използва в творчеството си. Чиновническата служба на Джон Дикенс във флота дава възможност Чарлз да учи няколко години в частно училище в Чатъм.
След като бащата е уволнен, семейството изпада във финансови затруднения и през 1822 г. е принудено да се премести в лондонския квартал Камдън Таун. Джон Дикенс продължава да живее над възможностите си и през 1824 г. е изпратен в затвора за длъжници Маршалси, последван малко по-късно от останалите членове на семейството, с изключение на дванадесетгодишния Чарлз, който остава да живее в Камдън Таун при семейната приятелка Елизабет Ройланс, прототип на госпожа Пипчин от романа „Домби и син“. По-късно той живее известно време на тавана в къщата на семейството, прототип на Гарландови в „Старият антикварен магазин“.
За да се изхранва, Дикенс започва работа във фабрика, където по десет часа на ден лепи етикети на боя за обувки срещу 6 шилинга седмично. Тежките условия на труд правят силно впечатление на Дикенс и силно повлияват на бъдещото му творчество, превръщайки се в основа на интереса му към реформиране на социално-икономическите и трудови отношения, които смята за несправедливи към бедните.
Няколко месеца след затварянето на Джон Дикенс в Маршалси, баба му умира и с наследството ѝ той изплаща дълговете си и е освободен. Макар че в крайна сметка Чарлз Дикенс се връща на училище, за известно време майка му го оставя да работи във фабриката за боя за обувки. Този случай затвърждава убеждението му, че бащата трябва да има водеща роля в семейството и допринася за отрицателното му мнение за жените. Уелингтън Хаус Академи, училището което посещава Дикенс след освобождаването на баща му, не е особено добро и несистематичното преподаване, лошата дисциплина и жестокостта на преподавателите са отразени в съдържащия много автобиографични елементи роман „Дейвид Копърфийлд“.
През май 1827 г. Дикенс постъпва на работа като чиновник в адвокатска кантора. В свободното си време учи стенография и през ноември 1828 г. напуска, за да стане репортер на свободна практика. Неговият далечен родственик Томас Чарлтън е репортер на свободна практика в юридическото дружество „Докторс Комънс“ и Дикенс започва да ходи там. В продължение на почти четири години Дикенс пише репортажи за разглежданите там граждански дела. Опитът от този период е отразен в книги като „Никълъс Никълби“, „Домби и син“ и особено „Студеният дом“, която с живописните описания на машинациите и бюрокрацията на правораздавателната система изиграва важна роля за формирането на общественото мнение.
През 1830 г. Дикенс се запознава с първата си любов, Мария Бийднел, смятана за прототип на Дора от „Дейвид Копърфийлд“. Нейните родители не одобряват връзката на двамата и я прекратяват, изпращайки момичето в училище в Париж.

### Журналистика и първи романи
Младият 20-годишен Дикенс е енергичен, добронамерен, оптимистичен, без ясна представа за професионална реализация, но с изгарящо желание за почести и слава. Привлечен от сцената, Дикенс успява да си уреди прослушване в Ковънт гардън, но в последния момент се разболява и не може да отиде. Това слага край на театралните му стремежи.
Година по-късно Дикенс публикува разказа „Вечеря на Поплар Уок“ (A Dinner at Poplar Walk) в лондонското издание „Мънтли магазин“ (Monthly Magazine). Става политически репортер, отразяващ парламентарните дебати и предизборната кампания за вестник „Морнинг Кроникъл“ (Morning Chronicle). Именно тези политически скечове образуват ядрото на първата му сбирка от разкази и есета „Очерци от Боз“ (Sketches by Boz), публикувана през 1836 г. Дикенс пише под псевдонима Боз няколко години. Боз е прякор на най-малкия брат на Дикенс – Огъстъс, каламбур с името на герой от романа „Викарият от Уейкфийлд“ на Оливър Голдсмит. Самото име Дикенс се е приемало за странно; в една рецензия се казва: „Г-н Дикенс като че ли иска да си отмъсти за странното си име като дава още по-странни имена на героите си“.
Дикенс списва и редактира журналистически издания до края на живота си.
След успеха на „Очерците“ Дикенс получава предложение от издателството „Чапмън енд Хол“ (Chapman and Hall) да пише текстове към илюстрации на Робърт Сеймур в месечното им издание. Сеймур се самоубива след втория брой, но Дикенс продължава да пише, като наема илюстратор от друго издателство. Така се раждат „Посмъртните записки на Клуба Пикуик“, като броят с последната глава (1836 г.) продава над 40 хил. екземпляра.
През ноември 1836 г. Дикенс става редактор на „Бентлис Миселани“ (Bentley's Miscellany), където остава три години.

През 1836 г. Дикенс започва да пише „Приключенията на Оливър Туист“. Работи неуморно, пишейки по 90 страници на месец. Публикуван през 1838 г., романът става една от най-известните творби на Дикенс. По това време пише и четири пиеси, което донякъде обяснява лекотата, с която „Оливър Туист“ се поддава на театрална обработка. Романът е първата викторианска творба с дете за главен герой..
На 2 април 1836 г., след едногодишен годеж, Дикенс се жени за Катрин Томсън Хогарт (1816 – 1879), дъщеря на Джордж Хогарт, редактор на вестник „Ивнинг Кроникъл“ (Evening Chronicle). Първото от десет деца, Чарли, е родено през януари 1837 г. и семейството се установява на Доти стрийт №48 в лондонския квартал „Блумсбъри“, където днес се помещава Къщата музей „Чарлз Дикенс“.
Семейството живее с по-малкия брат на Дикенс, Фредерик, и 17-годишната сестра на Катрин, Мери. Дикенс се сближава с Мери, която умира в ръцете му след кратко боледуване през 1837 г. Смята се, че тя е прототипът на Роуз Майли, Малката Нел от „Старият антикварен магазин“ и Флорънс Домби от „Домби и син“. Дикенс е покрусен от смъртта ѝ и не успява да предаде за печат главите за юни на „Пикиук“ и „Оливър Туист“.
Успехът му като писател продължава с издаването на „Никълъс Никълби“ (1838 – 1839 г.), „Старият антикварен магазин“ и „Барнаби Ръдж“ (1840 – 1841 г.), първо на части всеки месец, а после и в отделни томове.

### Първо пътуване до Америка
През 1842 г. Дикенс и съпругата му пътуват до САЩ и Канада. Децата са поверени на грижите на Джорджина Хогарт, друга сестра на Катрин, която остава като икономка в семейството до смъртта на Дикенс през 1870 г.
Дикенс описва впечатленията в пътеписа „Американски записки“ (American Notes for General Circulation), а някои от тях намират място и в следващия му роман „Мартин Чъзълуит“, публикуван на части през 1843 – 1844 г. В „Записките“ Дикенс остро осъжда робството, което по-рано вече е критикувал в „Пикуик“, като сравнява аболиционизма с движението за граждански права на бедните в Англия.
Дикенс прекарва един месец в Ню Йорк, където организира публични четения и лекции и поставя въпроса за законодателството в областта на интелектуалната собственост и за незаконното копиране и публикуване на творбите му в Америка. Успява да убеди двадесет и пет автори, сред които Уошингтън Ървинг, да подпишат петиция до конгреса, но реакцията на печатните издания като цяло е отрицателна. Според тях Дикенс трябва да се радва на популярността, която те му осигуряват, а не да се оплаква от пиратство на творбите си. .
В началото на 40-те години на 19 век Дикенс проявява краткотраен интерес към Унитарианската църква, въпреки че до последно остава англиканец. Скоро след завръщането си в Англия Дикенс започва работа върху коледния си цикъл: „Коледна песен“ (1843 г.), „Камбаните“ (1844 г.) и „Щурец на огнището“ (1845 г.). „Коледна песен“ добива огромна популярност и допринася за възстановяването на популярността на християнския празник във Великобритания и Америка. Идеята за книгата се заражда след като Дикенс става свидетел на тежките условия за живот и работа във фабриките в Манчестър, както и на ужасяващите условия в училищата за бедни в Лондон. Дикенс иска да нанесе „поразяващ удар“ от името на бедните. По-късно споделя, че в процеса на писане „Аз плаках и се смях и плаках пак“ и „много нощи обикалях по петнадесет и двадесет мили из тъмните лондонски улици, когато всички трезви хора отдавна спяха“.
След кратък престой в Италия през 1844 г. Дикенс пътува до Швейцария (1846 г.), където започва да пише „Домби и син“ (1846 – 1848 г.) През 1849 – 1850 г. пише „Дейвид Копърфийлд“. Тези два романа са преломни в творчеството му. Дикенс започва да подбира все повече социално ангажирани теми и по-добре да планира сюжетите на творбите си, в сравнение с ранното си творчество.

### Благотворителност
През 1846 г. Анджела Бърдет-Кутс, баронеса и наследница на банката Кутс, предлага на Дикенс да създадат изправителен дом за бивши проститутки. По това време съществуват и други подобни институции, но Кутс иска да създаде условия, в които жените да могат да се образоват и да се усъвършенстват в домакинските умения. Сред първоначални колебания, Дикенс приема да стане управител на дома, Урания Котидж, в квартал Шепърдс Буш, какъвто остава за следващите десет години. Част от задълженията му са да следи счетоводството, изпълнението на правилата в дома, както и да интервюира желаещите да постъпят. Дикенс счита емигрирането и стъпването в брак за основните перспективи пред подопечните си. Под негово управление около сто жени успяват да намерят достоен начин на живот.
През април 1852 г. Дикенс публикува есе в „Домашно четиво“, с което събира финансова помощ за педиатричната болница Грейт Ормонд Стрийт Хоспитал. По молба на приятеля си Чарлз Уест, основател на болницата, Дикенс става неин президент и чрез публичните си четения осигурява остатъчно финансови постъпления, за да може болницата да започне да функционира самостоятелно. Само четенето на 9 февруари 1858 г. събира 3000 лири стерлинги.

### Зрели години
В края на ноември 1851 г. сем. Дикенс се мести в Тависток Хаус, където пише „Студеният дом“ (1853 – 53 г.), „Тежки времена“ (1854 г.) и „Малката Дорит“ (1857 г.) Започва да се занимава с любителски театър. Сътрудничи си с писателя и драматург Уилки Колинс.
През 1856 г. доходите му позволяват да купи Гадсхил Плейс в гр. Хаям, Кент. Като дете Дикенс е мечтаел да купи именно тази къща. Фактът, че в нея се развива част от действието в пиесата на Шекспир „Хенри ІV, Първа част“ допълнително привлича Дикенс. 
През 1857 г. Дикенс наема актриси за пиесата си „Замръзналите дълбини“ (The Frozen Deep), която пише съвместно с Колинс. Така 45-годишният писател среща и се влюбва в 18-годишната Елен Търнън, с която остава до края на живота си. Противно на викторианския морал и норми, през 1858 г. Дикенс се разделя с жена си, но разводът е невъзможен поради славата му. Катрин напуска семейния дом с едно от децата, като оставя другите девет на грижите на сестра си Джорджина.
След раздялата с Катрин, Дикенс предприема няколко големи и изключително популярни литературни обиколки на страната. Творческата му енергия през следващите десет години ще бъде посветена на публичните му четения, журналистическата му кариера и написването на още два романа. Първата литературна обиколка продължава от април 1858 г. до февруари 1859 г. и включва 129 публични четения и лекции в 49 града из Англия, Шотландия и Ирландия. През 1866 г. Дикенс отново пътува из Англия и Шотландия, а на следващата година – в Англия и Ирландия. Продължаващото му увлечение по театъра намира израз в театралните сцени в „Никълъс Никълби“.
За кратко време следват още две основни творби – „Повест за два града“ и „Големите надежди“, които се радват на изключителна популярност. По това време Дикенс е издател, редактор и основен списвател на „Домашно четиво“ (Household Words, 1850 – 1859 г.) и „През цялата година“ (All the Year Round, 1858 – 1870 г.).
В началото на септември 1860 г. Дикенс изгаря цялата си кореспонденция, като оставя само бизнес писмата. Елен Търнън също изгаря неговите писма до нея, така че точното естество на тяхната връзка остава в сферата на догадките.  През 30-те години на 20 век Томас Райт твърди, че самата Търнън е споделяла, че са били любовници. Дъщерята на Дикенс Кейт, в интервю преди смъртта си през 1929 г., твърди, че Търнън и Дикенс имат син, който умира като бебе. Това твърдение е публикувано в книгата на Гладис Стори „Дикенс и дъщеря му“ (Dickens and Daughter), въпреки че няма никакви други данни за такова събитие. Преди смъртта си Дикенс осигурява доживотна издръжка за Търнън, с което я прави финансово независима. В книгата на Клеър Томалин „Невидимата жена“ (The Invisible Woman) се твърди, че Търнън живее с Дикенс в последните 13 години от живота му. По книгата е направена пиесата „Малката Нел“ (Little Nell) от Саймън Грей.
По това време Дикенс развива и интерес към паранормалното и става член на Клуба на духовете (The Ghost Club)..

### Последни години
На 9 юни 1865 г. влакът, с който Дикенс, Търнън и майка ѝ се връщат от Париж, катастрофира край Стейпълхърст, където част от релсите са премахнати заради ремонтни работи. Седем от осемте вагона на влака пропадат в реката; вагонът, в който пътува Дикенс, единствен остава на релсите. Дикенс успява да се измъкне през прозореца и след като помага на спътничките си, започва да помага на пострадалите. Преди да си тръгне от мястото на катастрофата, си спомня, че е оставил ръкописа на „Нашият общ приятел“ във вагона и се връща да го вземе. Преживяванията му край Стейпълхърст намират отклик в разказа му „Кантонерът“ (The Signal-Man), в който главният герой вижда смъртта си в жп катастрофа.
Дикенс успява да осуети появяването си и даването на показания по време на публичното разследване на инцидента, защото новината за спътничките му би предизвикала обществен скандал. Въпреки че е физически невредим, Дикенс остава с психическа травма. В първите две седмици след катастрофата, той губи гласа си, а страхът му от жп транспорта остава до края на живота му. Творческият му заряд се изчерпва и до смъртта си пет години по-късно успява само да завърши „Нашият общ приятел“ и да започне незавършения роман „Тайната на Едуин Друуд“ (The Mystery of Edwin Drood).

### Второ пътуване до САЩ
На 9 ноември 1867 г. Дикенс отплава от Ливърпул за втория си литературен тур отвъд океана. Пристигайки в Бостън, той прекарва един месец в компанията на известни личности като Ралф Уолдо Емерсън и Хенри Уадсуорт Лонгфелоу и американския си издател Джеймс Фийлдс. Програмата му включва 76 четения в Бостън и Ню Йорк от декември 1867 г. до април 1868 г., за които ще получи 19 хил. лири..

### Прощални четения
През 1868 и 1869 г. Дикенс прави серия от прощални четения в Англия, Шотландия и Ирландия. От договорените 100, той успява да направи 12 в Лондон и 75 в провинцията. С напредването на времето Дикенс започва да се оплаква от виене на свят и временна парализа, дори колабира на 22 април 1869 г., след което по лекарска препоръка турът е прекратен. Дикенс започва да работи върху последния си роман „Тайната на Едуин Друуд“. По това време е модерно да се посещават заведения за пушене на опиум и в едно от тях Дикенс среща прототипа на Опиум Сал от „Едуин Друуд“.
След частично възстановяване Дикенс организира последна серия от 12 четения между януари и март 1870 г., за да компенсира спонсорите си за загубите от прекратения по-рано тур. Последното четене е в Сейнт Джеймс Хол на 15 март 1870 г., където въпреки тежкото си състояние, Дикенс чете „Коледна песен“ и част от „Пикуик“. Последната му публична изява е на 2 май 1870 г. по време на банкета на Кралската академия, където в присъствието на принца и принцесата на Уелс, Дикенс отдава почест на починалия си приятел, илюстратора Даниел Маклис..

### Смърт
На 8 юни 1870 г. Дикенс получава инсулт в дома си Гадсхил Плейс, след като цял ден е работил върху „Едуин Друуд“. Умира на следващия ден, 9 юни, без да дойде в съзнание, точно пет години след жп катастрофата край Стейпълхърст. Противно на желанието му да бъде погребан в Рочестърската катедрала в Кент „скромно и в семеен кръг“, той е положен в Ъгъла на поетите в Уестминстърското абатство. Напечатаният за погребението епитаф гласи:
„В памет на Чарлз Дикенс (най-популярният автор на Англия), който почина в дома си в Хаям, до Рочестър в Кент, на 9 юни 1870 г-, на 58-годишна възраст. Той симпатизираше на бедните, страдащите и онеправданите; със смъртта му светът загуби един от великите английски писатели.“
(To the Memory of Charles Dickens (England's most popular author) who died at his residence, Higham, near Rochester, Kent, 9 June 1870, aged 58 years. He was a sympathiser with the poor, the suffering, and the oppressed; and by his death, one of England's greatest writers is lost to the world.
Последните му думи са „на земята“, в отговор на молбата на дъщеря му Дорджина да си легне.. В некролога, публикуван във вестник „Таймс“ през август 1870 г., се казва, че последните му думи са: „Бъдете естествени, деца мои, защото естественият писател е изпълнил всички изисквания на изкуството“.

## Литературен стил
Дикенс израства с пикареските (авантюристични романи), характерни за 18 век, които е намирал в библиотеката на баща си. Силно влияние оказва и „Приказки от 1001 нощ“.
Литературният стил на Дикенс се характеризира с ясно изразено езиково творчество. Особено силен е в сатирата. Още ранните рецензии го сравняват с Уилям Хогарт заради умението му да долови карикатурното в живота, въпреки че разнообразието в класовите идиоми може да бъде отражение на съвременния популярен театър. Дикенс мисли много върху имената на героите си, които не само да могат да дадат на публиката необходимите податки, но и да помогнат за развитието на сюжетите и дълбокия алегоричен смисъл на романите. Например името на Мистър Мърдстоун от „Дейвид Копърфийлд“ е автоматична податка за убийство (на английски: murder) и каменна студенина (камък – stone).
Литературният му стил е и смесица от фентъзи и реализъм. Сатирата му е насочена към снобизма на британската аристокрация – един от героите му се казва Хладилник Благороден (Noble Refrigerator). Алегориите му включват сравнения на сираците с ценни книжа, хората с въжени лодки, гостите на официални вечери с мебели.
Авторът работи в близко сътрудничество с илюстраторите си, като предварително им дава информация за сюжетите, за да може те да почнат да работят върху месечните илюстрации преди Дикенс да е написал текста.

### Основни герои
Според изследователката Клеър Томалин, Дикенс е най-великият създател на образи в английската литература след Шекспир.. Дикенсовите герои имат забележителни имена. Ебенезер Скрудж, Малкия Тим, Джейкъб Марли, Боб Крачит, Оливър Туист, Артфул Доджър, Фейгин, Бил Сайкс, Пип, Мис Хавишам, Сидни Картън, Чарлз Дарни, Дейвид Копърфийлд, Мистър Микабър, Абел Макуич, Даниел Куилп, Самюел Пикуик, Уакфорд Скуиърс, Юрая Хийп са навлезли дълбоко в британската култура, а в някои случаи и в английския език – Скрудж е нарицателно за скъперник.
Дикенсовите герои често успяват да излязат извън границата на литературата. Гамп от Мартин Чъзълуит става жаргонна дума за чадър; Пикуик е нарицателно за идеалист, подобно на Дон Кихот; Пексниф – за лицемер, Градграйнд – за бездушен човек, който се интересува само от факти и цифри, Юрая Хийп – за ласкател.
Много герои са базирани на истински хора. Прототип на Мисис Никълби е майката на Дикенс, въпреки че тя самата не се разпознава., а Мистър Микобър заема много от „изобилната реторика“ на баща му.
Харолд Скимпол от „Студения дом“ е базиран на Лий Хънт (съвременник на Дикенс, есеист, журналист, драматург и писател), а съпругата на Хънт се разпознава в Мис Маучър от „Дейвид Копърфийлд“. По всяка вероятност срещата на Дикенс с Ханс Кристиян Андерсен ражда и образа на Юрая Хийп.
Според Вирджиния Улф „когато четем Дикенс, ние пренареждаме психологическата си география“, тъй като той създава „герои, които не са описани много подробно, точно или акуратно, но в множество клъстъри от странни, но изключително показателни забележки“.
Може би най-ясно описаният „герой“ на дикенсовите творби е Лондон. От странноприемниците в предградията до най-крайните точки по поречието на Темза, всички аспекти на столицата са изследвани в творчеството му.

### Автобиографични елементи
Писателите често рисуват портрети на заобикалящите ги хора. „Дейвид Копърфийлд“ е общоприет за автобиографичен. В „Студеният дом“ сцените на съдебни битки и адвокатски пледоарии отразяват наблюденията на Дикенс като съдебен служител и репортер, както и опита му с протакането на иска му срещу издатели за нарушаване на авторското право. Бащата на Дикенс лежи в затвора за длъжници Маршалси, който е описан в големи подробности в „Малката Дорит“. Люси Строхил, детската любов на Дикенс, е оказала влияние върху различни негови героини, като Малката Емили в „Дейвид Копърфийлд“ и Люси Манет в „Повест за два града“. Елен Търнън също може да е прототип за Люси Манет.
Колкото и Дикенс да е използвал детските си преживявания в реалистичното описание на живота в бедност и нищета, той се е срамувал от факта и го е криел. Подробности за ранното му детство стават известни едва шест години след смъртта на автора, с публикуването на биографията на Джон Фостър, на когото Дикенс е сътрудничил.
Понякога героите му са базирани на самия него. Скимпол е карикатура на Лий Хънт, но същевременно има и елементи на автора си – черти, които Дикенс е искал да изобличи чрез самоирония.

## Непълна библиография

### Романи
- „Посмъртните записки на клуба Пикуик“ (The Posthumous Papers of the Pickwick Club), публикували са се ежемесечно, април 1836 – ноември 1837 г.
- „Приключенията на Оливър Туист“ (The Adventures of Oliver Twist), февруари 1837 – април 1839 г. в Бентлис Миселани
- „Никълъс Никълби“ (The Life and Adventures of Nicholas Nickleby), април 1838 – октомври 1839 г.
- „Старият антикварен магазин“ (The Old Curiosity Shop), ежеседмична публикация в Master Humphrey's Clock, април 1840 – февруари 1841 г.
- „Барнаби Ръдж“ (Barnaby Rudge: A Tale of the Riots of 'Eighty'), февруари – ноември 1841 г.
- Коледните книги:
  - „Коледна песен“ (A Christmas Carol), 1843 г.
  - „Камбаните“ (The Chimes), 1844 г.
  - „Щурче на огнището“ (The Cricket on the Hearth), 1845 г.
  - „Битката на живота“ (The Battle of Life), 1846 г.
  - „Гоненият човек“ (The Haunted Man and the Ghost’s Bargain), 1848 г.
- „Мартин Чъзълуит“ (The Life and Adventures of Martin Chuzzlewit), януари 1843 – юли 1844 г.
- „Домби и син“ (Dombey and Son), октомври 1846 – април 1848 г.
- „Дейвид Копърфийлд“ (David Copperfield), май 1849 – ноември 1850 г.
- „Студеният дом“ (Bleak House), март 1852 – септември 1853 г.
- „Трудни времена“ (Hard Times: For These Times), април – август 1854 г.
- „Малката Дорит“ (Little Dorrit), декември 1855 – юни 1857 г.
- „Повест за два града“ (A Tale of Two Cities), април—ноември 1859 г.
- „Големите надежди“ (Great Expectations), декември 1860 – август 1861 г.
- „Нашият общ приятел“ (Our Mutual Friend), май 1864 – ноември 1865 г.
- „Тайната на Едуин Друуд“ (The Mystery of Edwin Drood), април 1870 – септември 1870 г. Публикувани са само 6 от 12 глави, романът не е завършен.

### Разкази
- „Скици от Боз“ или „Очерци от Боз“ (Sketches by Boz), 1836 г.
- The Mudfog Papers (1837) in Bentley's Miscellany magazine
- Reprinted Pieces (1861)
- The Uncommercial Traveller (1860 – 1869)

### Други
- „Животът на Исуса“ (The Life of Our Lord) (1849 г., публ. 1934 г.) В България е издадена за първи и последен път през 1939 г. в тираж 1200 бр.